# Richard Amerike
Richard ap Meryk, amb la forma en anglès Richard Amerike (o Ameryk) (1445-1503) va ser un acabalat mercader anglès, oficial i sheriff, d'origen gal·lès. Era el principal propietari del vaixell Matthew, en aquest vaixell John Cabot va partir a explorar Amèrica del Nord el 1497. Segons l'antiquari i historiador afeccionat Alfred Hudd (1908), el nom de l'Amèrica continental derivaria del cognom de Richard Amerike, ja que ell va esponsoritzar l'expedició de Cabot a l'illa de Terranova. Tanmateix aquesta hipòtesi no està en consens amb la visió dels historiadors que aposten pel nom del cartògraf Amerigo Vespucci i l'ús primerenc que en va fer el cartògraf Martin Waldseemüller qui utilitzà la forma llatinitzada femenina del nom d'Amerigo, "America", en el seu mapa mundial de 1507.

## Biografia
Richard Amerike nasqué el 1445 at Meryk Court, Weston under Penyard, prop de Ross-on-Wye, Herefordshire, era descendent del Earls of Gwent. El nom familiar va ser anglisitzat des de l'idioma gal·lès ap Meuric, ap Meurig o ap Meryk, que significa "fill de Meurig".
Amerike es traslladà a Bristol, va enriquir-se com a comerciant i va tenir la consideració de King's Customs Officer tres vegades i va esdevenir el High Sheriff of Bristol el 1497.
Com que l'escut d'armes d'Amerike era similar a la bandera doptada pels Estats Units independents, es va formar una llegenda sobre que el continent americà havia adoptat el seu cognom. It is not widely accepted.